# Norbergs hembygdsgård
Norbergs hembygdsgård är belägen intill Bergslagens medeltidsmuseum i Karlberg strax utanför centrala Norberg, Västmanland. Hembygdsgården drivs av Norbergs hembygdsförening och består av ett tjugotal byggnader, de flesta ditforslade från trakterna omkring. Bland byggnaderna kan nämnas Myrbergs verkstad, en kopia av en bilverkstad från omkring 1910. 

## Norbergs hembygdsgård
Norbergs hembygdsgård består av ett antal hus av varierande art:
- Bergsmansgården
- Skrivargården
- Loftbod
- Museum
- Tröskloge
- Tackhäradsbod
- Sko- och sadelmakeri
- Rökria
- Herrgård
- Handelsbod
- Stationshus (känt som Lilla Station)
- Våghus
- Vagnslider
- Fattigstuga
- Smide
- Bageri
- Myrbergs verkstad[1]

Mitt i området ligger en damm ursprungligen anlagd för tidigare industrier; spiksmedja och stamptillverkning. Hembygdsgårdens café är öppet sommartid och då anordnas även en del aktiviteter i området, bl.a. midsommarfirande och friluftsteater.

## Myrbergs bilverkstad
Myrbergs bilverkstad uppfördes redan 1910 i Norberg.  Det var en mekanisk verkstad, men på den tiden såldes även bilar, motorcyklar av märkena Husqvarna och Rex, samt cyklar. En tid tillverkade man även karbidlampor och en egen cykel, som hette Rubin. Verkstaden revs 1975, men återuppbyggdes i Karlbergsparken och invigdes 1991. Syftet var att återskapa den unika byggnaden för att visa nuvarande och kommande generationer hur en bilverkstad såg ut och fungerade på tidigt 1900-tal. Det finns ett antal veteranfordon knutna till verkstaden och det bedrivs träffar, visning och veteranrallyn med både bilar, motorcyklar och mopeder. I dag bedrivs renovering av äldre fordon och motorer, samt hålls det årliga Myrbergsrallyt för bilar och lastbilar.

## Fotogalleri

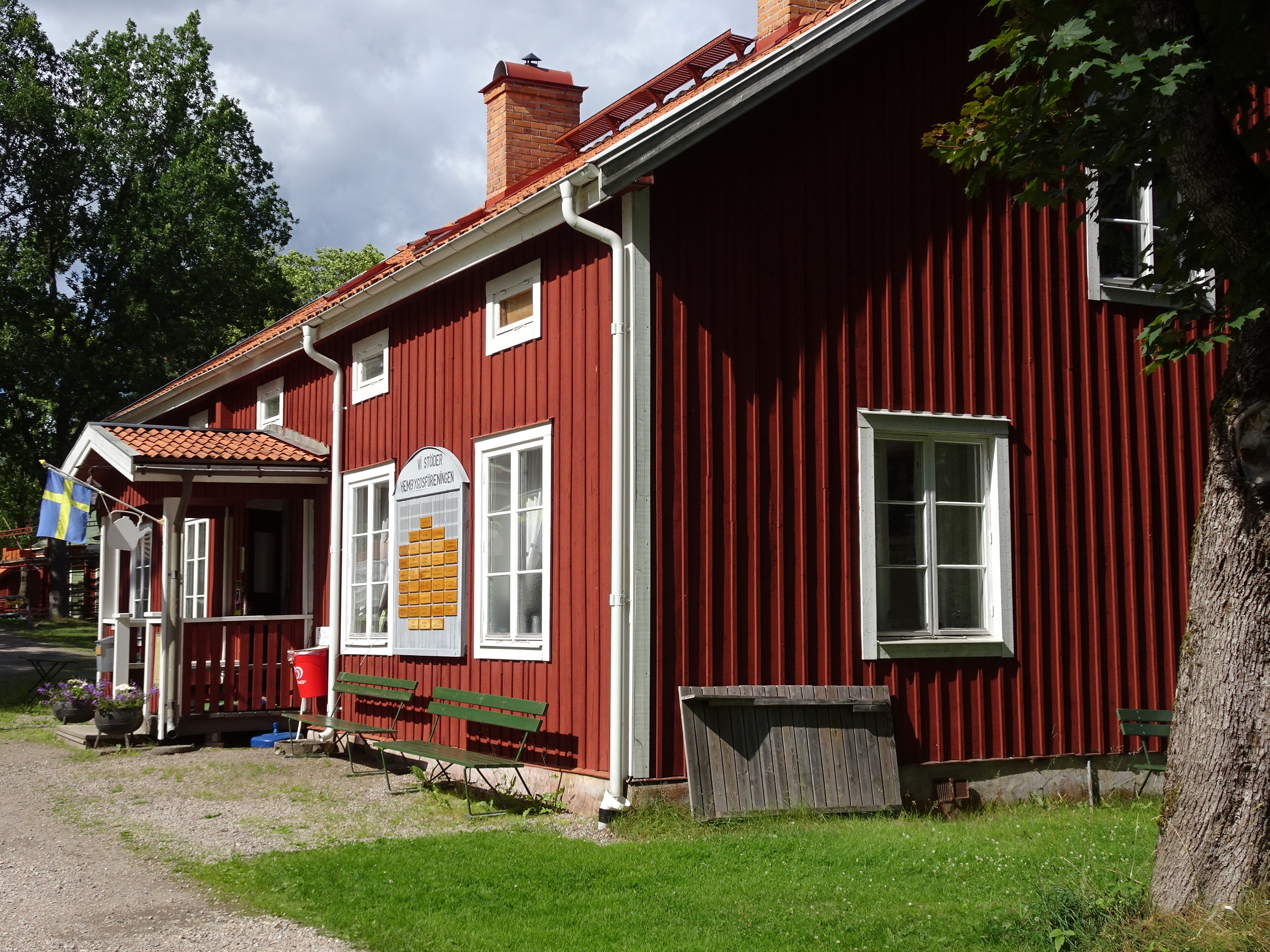
Caféet i Karlbergsparken.
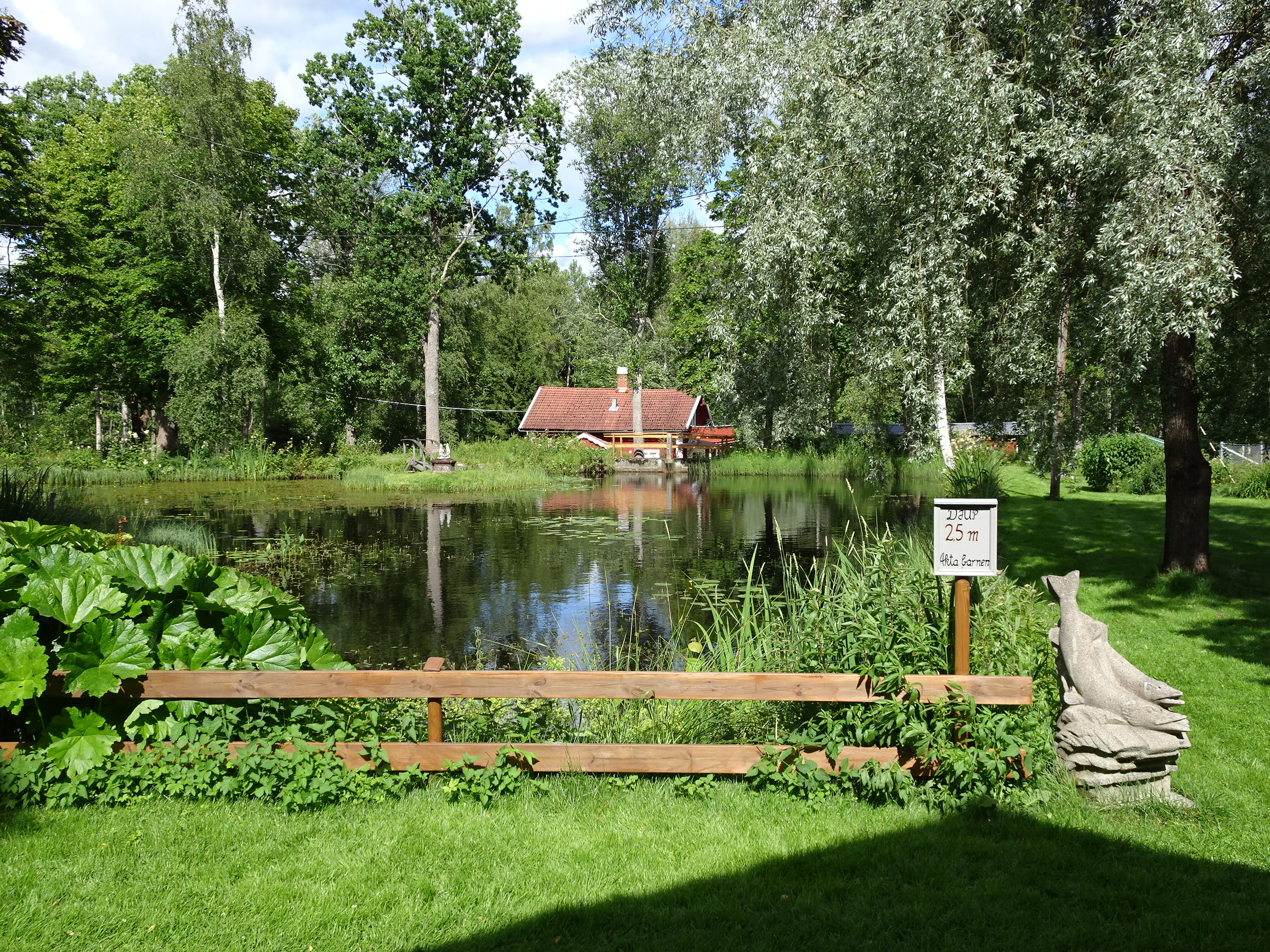
Dammen intill caféet.
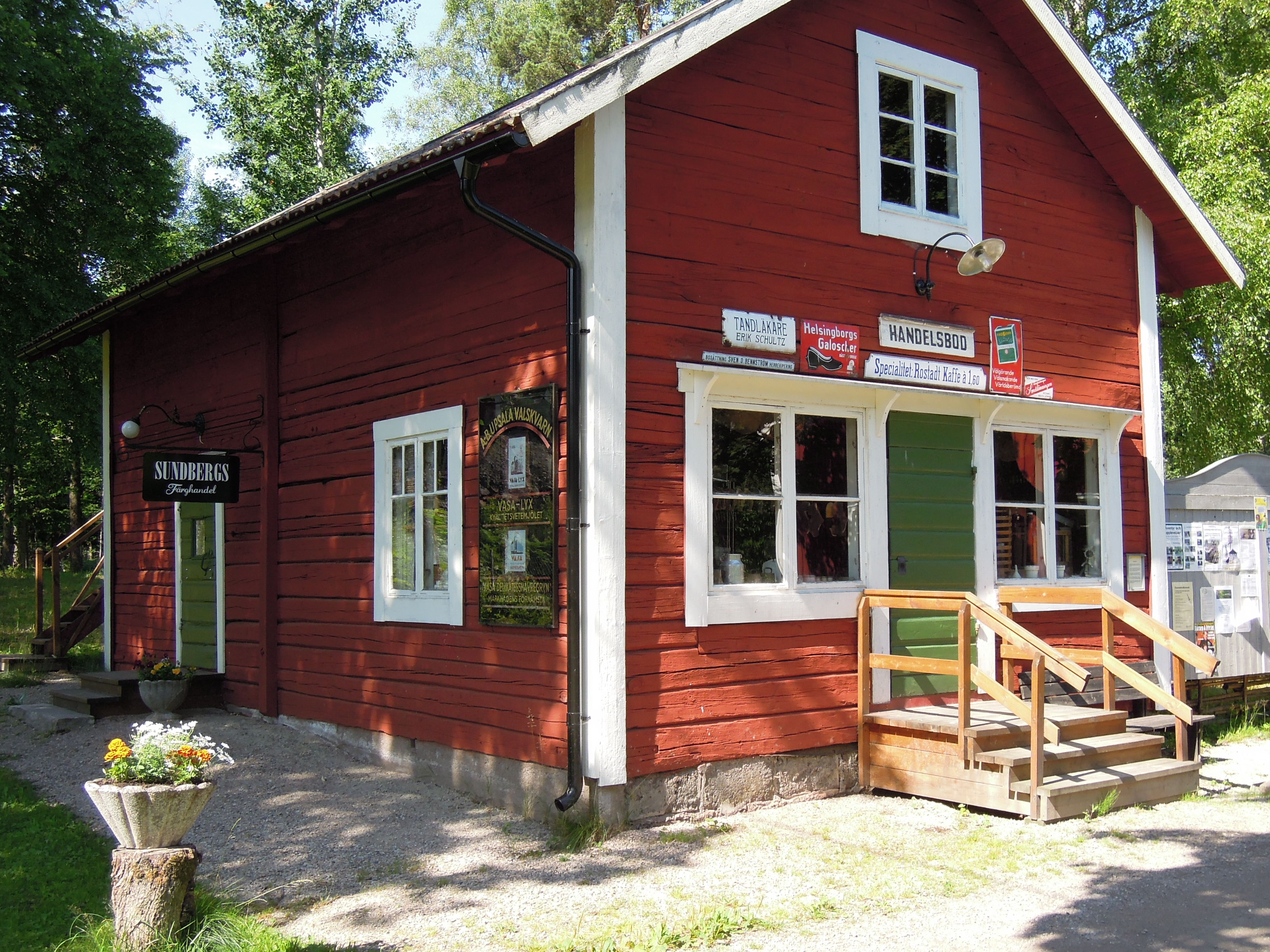
Den gamla handelsboden.
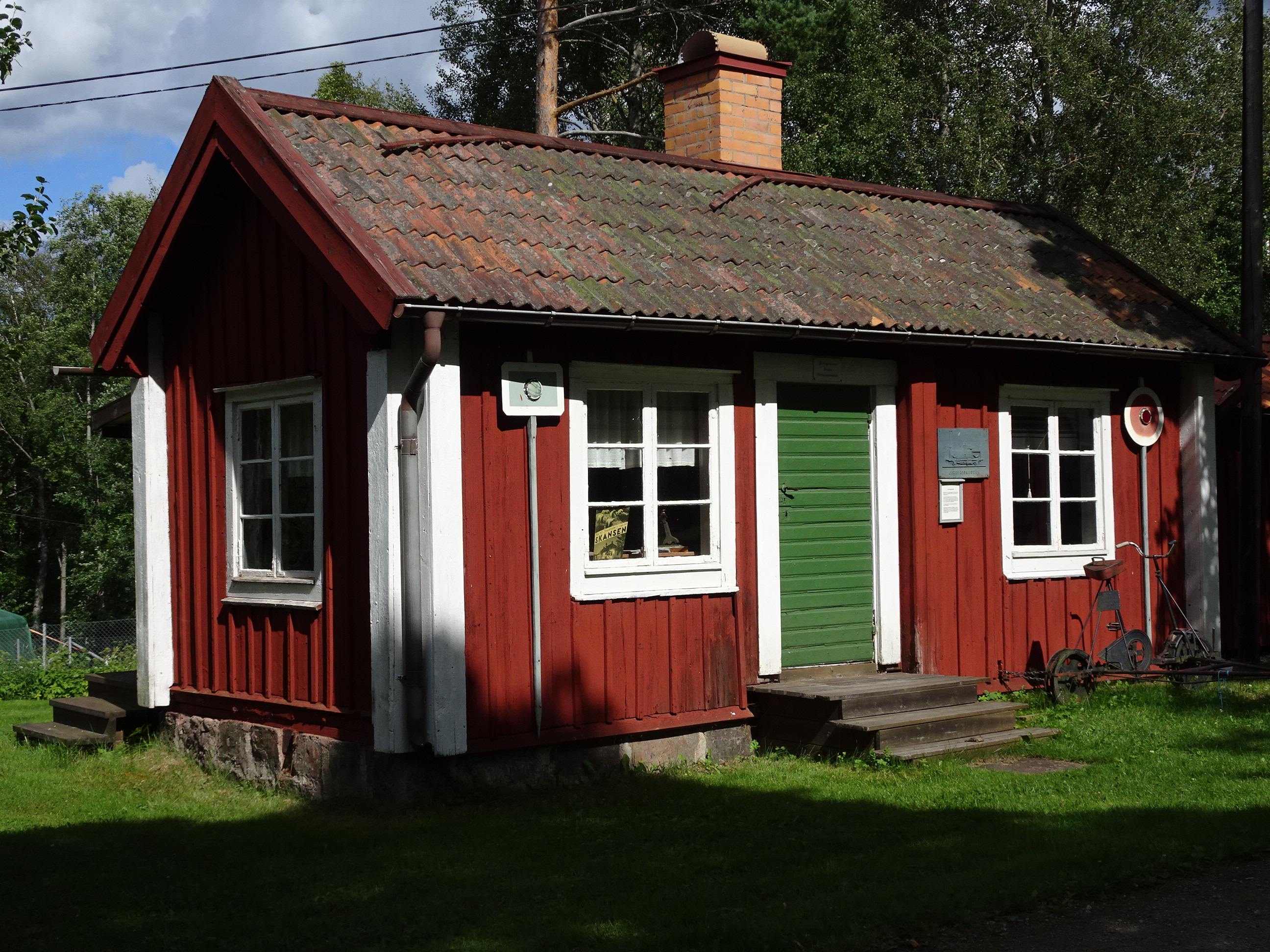
Den gamla järnvägsstationen, med ett minimuseum, under 1800-talet station i Kärrgruvan.
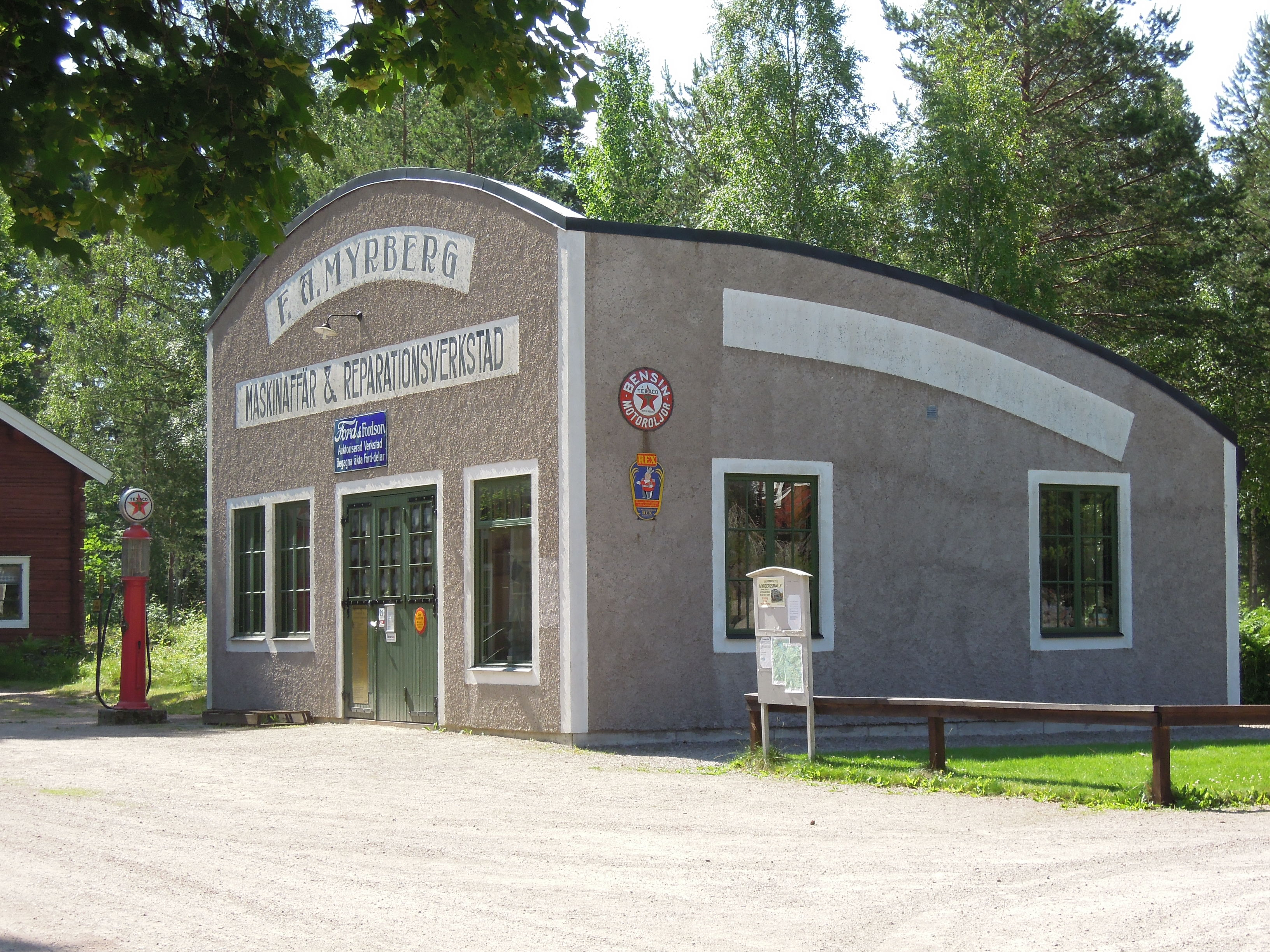
Myrbergs bilverkstad, ursprungligen från 1910, återuppbyggd 1991.